# Carbonara di Nola
Carbonara di Nola ist eine Gemeinde mit 2449 Einwohnern (Stand 31. Dezember 2023) in der Metropolitanstadt Neapel, Region Kampanien.
Die Nachbarorte von Carbonara di Nola sind Domicella (AV), Liveri und Palma Campania.

## Bevölkerungsentwicklung
Carbonara di Nola zählt 725 Privathaushalte. Zwischen 1991 und 2001 stieg die Einwohnerzahl von 1837 auf 2025. Dies entspricht einem prozentualen Zuwachs von 10,2 %.